# バナナ★トリップ
『バナナ★トリップ』（Boat Trip）は、2002年に製作されたアメリカ合衆国・ドイツの映画。日本では劇場未公開。

## キャスト
- ジェリー・ロビンソン: キューバ・グッディング・ジュニア
- ロイド: ロジャー・ムーア
- フェリシア: ヴィヴィカ・A・フォックス
- ガブリエラ: ロゼリン・サンチェス
- ニック: ホレイショ・サンズ
- リチャード・ラウンドトゥリー
- ヴィクトリア・シルヴステッド
- ボブ・ガントン
- ゼン・ゲスナー
- ウィリアム・バミラー

## 映画賞ノミネート
| 賞                     | 部門           | 候補者                           | 結果       |
| ---------------------- | -------------- | -------------------------------- | ---------- |
| ゴールデンラズベリー賞 | 最低主演男優賞 | キューバ・グッディング・ジュニア | ノミネート |
| ゴールデンラズベリー賞 | 監督賞         | モート・ネイサン                 | ノミネート |